# .im
.im е интернет домейн от първо ниво за остров Ман. Администрира се от правителството на остров Ман. Представен е през 1996 г.